# Jérôme Hergault
Jérôme Hergault (Montmorency, 5 aprile 1986) è un calciatore francese, difensore del Lavaur.

## Caratteristiche tecniche
È un terzino destro.

## Carriera
Cresciuto nel settore giovanile del Lavaur, ha trascorso i primi anni di carriera in Championnat National principalmente con la maglia del Luzenac. Nel 2014 si è trasferito al Red Star dove al termine della stagione ha vinto il campionato ottenendo la promozione in Ligue 2. Negli anni successivi ha militato sempre nella seconda divisione francese con le maglie, oltre che del Red Star, di Ajaccio e Lorient, club con il quale ha vinto il campionato 2019-2020. Ha debuttato in Ligue 1 il 22 novembre, entrando in campo nei minuti finali dell'incontro perso 4-0 contro il Lilla.

## Statistiche
Statistiche aggiornate al 23 novembre 2020.

### Presenze e reti nei club
| Stagione        | Squadra         | Campionato      | Campionato | Campionato | Coppe nazionali | Coppe nazionali | Coppe nazionali | Coppe continentali | Coppe continentali | Coppe continentali | Altre coppe | Altre coppe | Altre coppe | Totale | Totale | Totale |
| Stagione        | Squadra         | Comp            | Pres       | Reti       | Comp            | Pres            | Reti            | Comp               | Pres               | Reti               | Comp        | Pres        | Reti        | Pres   | Reti   |        |
| --------------- | --------------- | --------------- | ---------- | ---------- | --------------- | --------------- | --------------- | ------------------ | ------------------ | ------------------ | ----------- | ----------- | ----------- | ------ | ------ | ------ |
| 2009-2010       | Luzenac         | N               | 26         | 0          | CF              | 0               | 0               |                    | -                  | -                  |             | -           | -           | 26     | 0      |        |
| 2010-2011       | Luzenac         | N               | 39         | 2          | CF              | 0               | 0               |                    | -                  | -                  |             | -           | -           | 39     | 2      |        |
| 2011-2012       | Rouen           | N               | 27         | 0          | CF              | 0               | 0               |                    | -                  | -                  |             | -           | -           | 27     | 0      |        |
| 2012-2013       | Luzenac         | N               | 36         | 0          | CF              | 0               | 0               |                    | -                  | -                  |             | -           | -           | 36     | 0      |        |
| 2013-2014       | Luzenac         | N               | 30         | 0          | CF              | 0               | 0               |                    | -                  | -                  |             | -           | -           | 30     | 0      |        |
| Totale Luzenac  | Totale Luzenac  | Totale Luzenac  | 131        | 2          |                 | 0               | 0               |                    | -                  | -                  |             | -           | -           | 131    | 2      |        |
| 2014-2015       | Red Star        | N               | 21         | 1          | CF              | 4               | 0               |                    | -                  | -                  |             | -           | -           | 25     | 1      |        |
| 2015-2016       | Red Star        | L2              | 25         | 0          | CF+CdL          | 0+1             | 0               |                    | -                  | -                  |             | -           | -           | 26     | 0      |        |
| 2016-2017       | Red Star        | L2              | 33         | 0          | CF+CdL          | 0+1             | 0               |                    | -                  | -                  |             | -           | -           | 34     | 0      |        |
| Totale Red Star | Totale Red Star | Totale Red Star | 79         | 1          |                 | 6               | 0               |                    | -                  | -                  |             | -           | -           | 85     | 1      |        |
| 2017-2018       | Ajaccio         | L2              | 38+2       | 0          | CF+CdL          | 1+1             | 0               |                    | -                  | -                  |             | -           | -           | 42     | 0      |        |
| 2018-2019       | Ajaccio         | L2              | 32         | 0          | CF+CdL          | 1+2             | 0               |                    | -                  | -                  |             | -           | -           | 35     | 0      |        |
| Totale Ajaccio  | Totale Ajaccio  | Totale Ajaccio  | 72         | 0          |                 | 5               | 0               |                    | -                  | -                  |             | -           | -           | 77     | 0      |        |
| 2019-2020       | Lorient         | L2              | 16         | 0          | CF+CdL          | 2+1             | 0               |                    | -                  | -                  |             | -           | -           | 19     | 0      |        |
| 2020-2021       | Lorient         | L1              | 22         | 2          | CF              | 0               | 0               |                    | -                  | -                  |             | -           | -           | 22     | 2      |        |
| 2021-2022       | Lorient         | L1              | 8          | 0          | CF              | 1               | 0               |                    | -                  | -                  |             | -           | -           | 9      | 0      |        |
| Totale Lorient  | Totale Lorient  | Totale Lorient  | 46         | 2          |                 | 4               | 0               |                    | -                  | -                  |             | -           | -           | 50     | 2      |        |
| Totale carriera | Totale carriera | Totale carriera | 355        | 5          |                 | 15              | 0               |                    | -                  | -                  |             | -           | -           | 370    | 5      |        |

## Palmarès
- Championnat National: 1

Red Star: 2014-2015
- Ligue 2: 1

Lorient: 2019-2020